# Crooked River Ranch
Crooked River Ranch es un lugar designado por el censo ubicado en el condado de Jefferson en el estado estadounidense de Oregón. En el Censo de 2020 tenía una población de 4912 habitantes y una densidad poblacional de 91,66 habitantes por km². Fue incluido como CDP en el censo de 2020.

## Geografía
Crooked River Ranch se encuentra ubicado en las coordenadas 44°25′29″N 121°14′17″O / 44.42472, -121.23806.Según la Oficina del Censo de los Estados Unidos, tiene una superficie total de 53,59 km², todos correspondientes a tierra firme.